# 제네시스 디벨로퍼스
제네시스 디벨로퍼스(영어: Genesis Developers)는 제네시스 커넥티드 서비스를 이용하는 차량으로부터 운행 및 제원정보, 주행거리, 운전습관 등의 데이터를 API 형식으로 수집하고 가공해 제공하는 플랫폼이다.

## 상세
- 제휴사의 경우 차량과 연계된 다양하고 혁신적인 서비스 및 상품을 개발

- 사용자의 경우 고도화된 맞춤형 커넥티드카 서비스 및 상품 이용 가능
- 제네시스 어카운트 연동 시 가입 절차 없이 제휴사의 서비스 이용 가능

## 지원 범위

### 지원하는 기술
- API에 대한 일반적인 질문
- 문제 해결 방법에 관한 답변 및 관련된 문서 링크 제공
- 사용자의 응용프로그램 코드와 관계없는 오류 또는 비정상 동작에 대한 문제해결

### 지원하지 않는 기술
- 사용자 응용프로그램의 일반적인 디버깅
- Genesis Developers API와의 호환성을 위해 응용프로그램 코드를 수정
- Genesis Developers API와의 호환성을 위해 제3자 또는 오픈 소스 소프트웨어 패키지를 수정/패치

## API
- 차량 금융 - 제네시스 커넥티드카 데이터 기반으로 운전습관 분석을 통해 보험료 할인 혜택 제공
- 차량 관리 - 제네시스 커넥티드카의 주행거리와 제원정보 연동을 통해 스마트한 주유관리 가능
- 차량 편의 - 비대면 스마트카 서비스 제공
- 주행 관리 - 카택스(운행기록 자동 작성 서비스)와 제네시스 커넥티드카 주행거리를 연동해 운행일지 자동 생성